# Michel Houellebecq

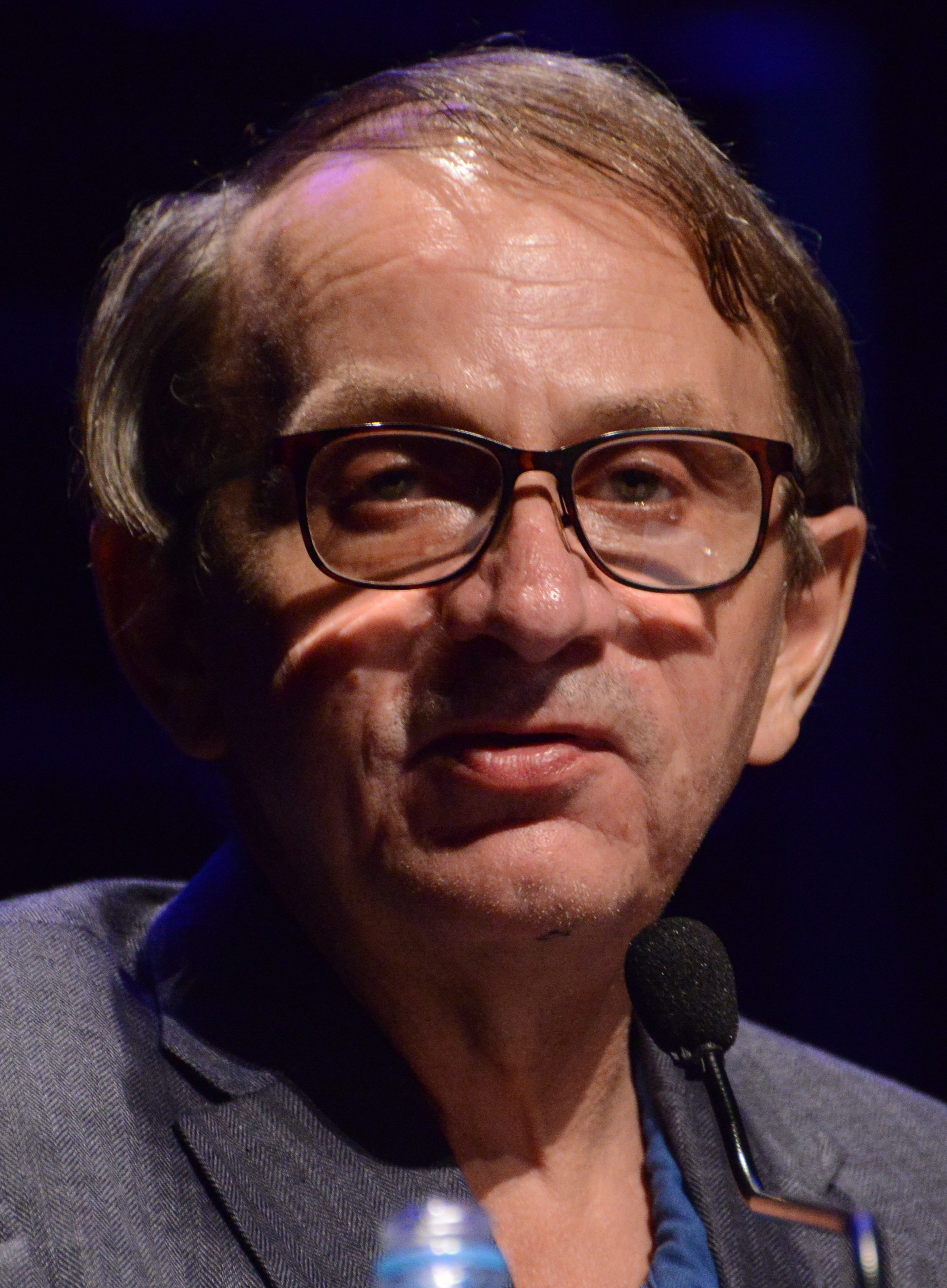
Michel Houellebecq 2016

Michel Houellebecq [miˈʃɛl wɛlˈbɛk] (eigentlich Michel Thomas; * 26. Februar 1956 oder 1958 in Saint-Pierre auf Réunion) ist ein französischer Schriftsteller.

## Leben
Auf der französischen Überseeinsel Réunion geboren, verbrachte Houellebecq seine frühe Kindheit bis 1961 vorwiegend bei seinen Großeltern mütterlicherseits im damaligen Französisch-Algerien. Seine Mutter, Janine Ceccaldi, eine Anästhesistin, und sein Vater, René Thomas, ein Hochgebirgsführer, fanden kaum Zeit, sich ihrem Sohn zu widmen. Als seine Mutter von einem anderen Mann schwanger wurde und sich seine Eltern daraufhin scheiden ließen, kam er im Alter von sechs Jahren ins Pariser Umland zu seiner Großmutter väterlicherseits, einer Kommunistin, deren Geburtsnamen er später als Künstlernamen wählte. Über das tatsächliche Geburtsjahr gibt es ein tiefgreifendes Missverständnis und Zerwürfnis mit seiner Mutter. Janine Ceccaldi sagt, dass ihr Sohn 1956 geboren sei, während Houellebecq behauptet, er habe das Datum mit 1958 richtiggestellt, nachdem seine Mutter das Alter des Jungen um zwei Jahre vordatieren ließ. Sie rechtfertigte sich gleichwohl damit, ihr Sohn sei ein Lügner, Hochstapler und Nichtsnutz.
Der dauerhafte Umzug nach Frankreich bedeutete für Houellebecq den Wechsel auf ein Internat in Meaux, wo ihn seine Mitschüler Einstein nannten. Nach dem Baccalauréat besuchte er am Pariser Lycée Chaptal die Vorbereitungsklassen für Technische Hochschulen. 1975 wurde er am Institut national agronomique Paris-Grignon zum Studium zugelassen. Hier gründete er nebenher die kurzlebige Literaturzeitschrift Karamazov, für die er einige Gedichte schrieb, und versuchte sich an einem Film mit dem Titel Cristal de souffrance („Leidenskristall“). 1978 beendete er das Studium als diplomierter Landwirtschaftsingenieur. Statt jedoch berufstätig zu werden, bewarb er sich mit Erfolg um einen Studienplatz in der Sektion für Film der École nationale supérieure Louis Lumière, die er jedoch 1981 ohne Abschluss verließ.
Noch während des Studiums heiratete Houellebecq 1980 die Cousine seines besten Freundes, ein Jahr später wurde sein Sohn Étienne geboren. Dieses Ereignis konnte er nicht verkraften. Houellebecq war ohne Anstellung, hatte Eheprobleme und litt an Depressionen. In der Folge trennte er sich von seiner Frau und begab sich in psychiatrische Behandlung.
1983 bekam er eine Stelle als Programmierer im Beratungsunternehmen Unilog, wechselte kurz darauf allerdings ins französische Landwirtschaftsministerium. Diese Zeit, rund drei Jahre, verarbeitete er später in seinem Roman Ausweitung der Kampfzone. Neben der Berufstätigkeit schrieb er erneut Gedichte und erstmals auch Kritiken sowie Buchrezensionen. Er kam so mit verschiedenen Persönlichkeiten im Pariser Literaturbetrieb in Kontakt und widmete sich schließlich ganz der Schriftstellerei. 1991 erschienen sein Essay H. P. Lovecraft, Contre le monde, contre la vie sowie der Gedichtband Rester vivant, dem 1992 der Band La Poursuite du bonheur folgte. Im selben Jahr lernte er seine zweite Ehefrau Marie-Pierre Gauthier kennen.
Vor allem aufgrund der Anfeindungen der französischen Kritik nach seinem zweiten Roman, Elementarteilchen (1998), zog sich Houellebecq mit seiner Frau für einige Jahre nach Irland zurück. Das Paar wohnte dann seit 2003 in einem Haus in der Nähe der spanischen Stadt Almería. Später trennte sich Houellebecq von seiner Frau. Im Jahr 2010 erfolgte die Scheidung. Seit 2013 lebt er erneut dauerhaft in Paris und geht in seiner Freizeit dem Straßenradsport nach.

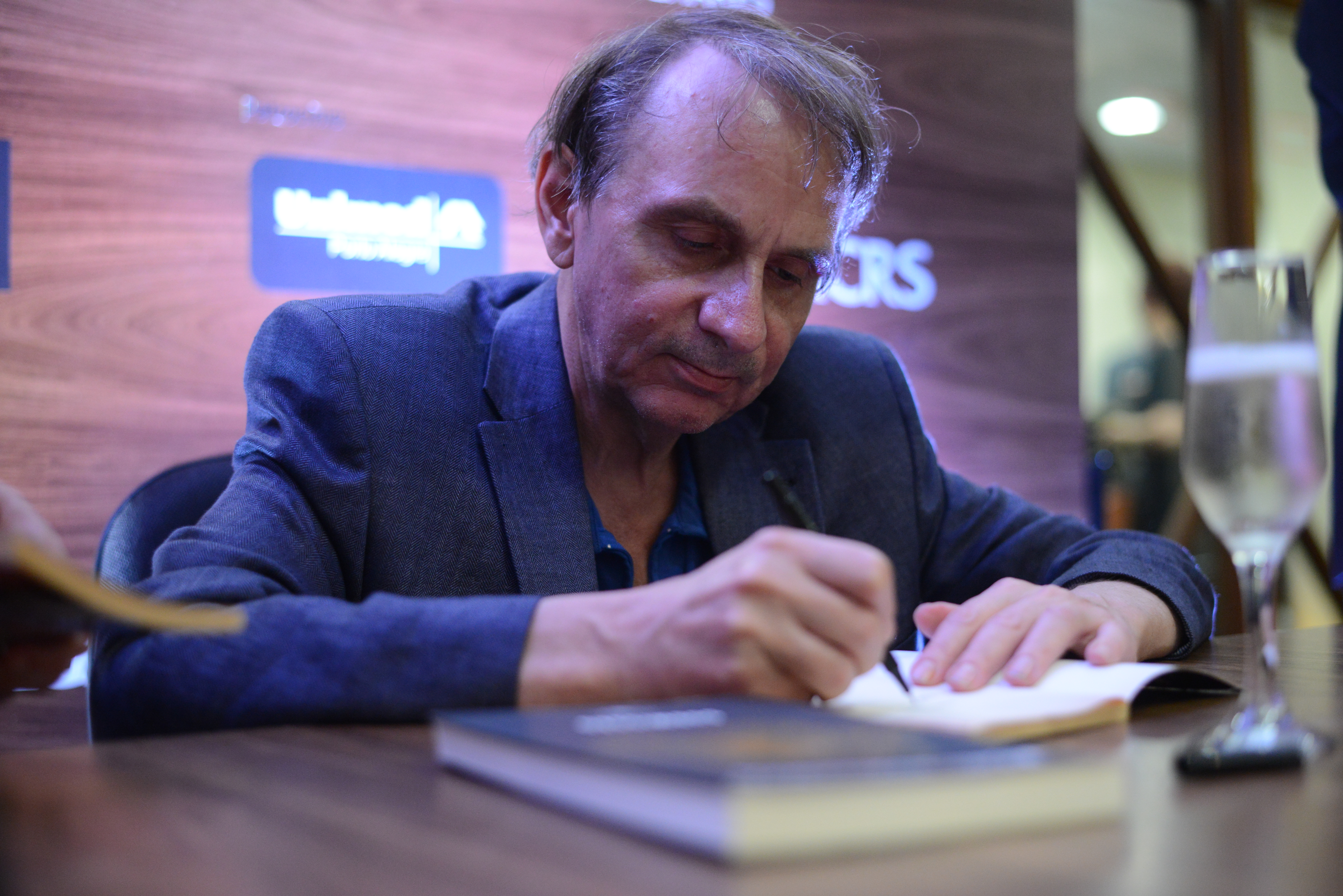
Houellebecq im November 2016 an der Universidade Federal do Rio Grande do Sul, Porto Alegre

In Guillaume Nicloux’ Film Die Entführung des Michel Houellebecq spielt Houellebecq sich selbst. Der Film wurde 2014 auf der Berlinale zum ersten Mal gezeigt.
Bereits 2000 gab er ein Konzert in Köln, bei dem er eigene Gedichte instrumental untermalt vortrug.
Am 7. Januar 2015, dem Tag, an dem in Frankreich sein Roman Soumission (Unterwerfung) erschien, fand ein terroristischer Anschlag auf die Redaktion der Satirezeitschrift Charlie Hebdo statt, bei dem zwölf Menschen getötet wurden. Auf dem Titelblatt der aktuellen Ausgabe war eine Karikatur von Houellebecq mit den ihm in den Mund gelegten Worten „2015 verliere ich meine Zähne, 2022 feiere ich Ramadan“ abgedruckt. Unter den Opfern war auch Bernard Maris, mit dem Houellebecq gut befreundet war. Houellebecq brach daraufhin die Werbung für seinen neuen Roman ab und zog sich zurück. Am 19. Januar 2015 trat er allerdings wieder öffentlich bei einer Lesung im Rahmen der Lit.Cologne in Köln auf.
Durch zwei Fotos auf Instagram wurde die geheime Hochzeit mit der dritten Ehefrau – Qianyum Lysis Li – durch den Hochzeitsgast Carla Bruni bekannt. Die gebürtige Chinesin ist 20 Jahre jünger als Houellebecq. Die Hochzeit fand wohl am 22. September 2018 statt.
Houellebecq kritisierte eine 2006 von Denis Demonpion veröffentlichte, nicht-autorisierte Biografie stark. Die 130 Personen, die dem Autor Auskunft über Houellebecq gegeben haben, bezichtigte er sogar des Verrats. Er selbst habe vor der Veröffentlichung auf die Biografie einwirken und diese mit Fußnoten versehen wollen, dies sei ihm jedoch verwehrt worden. Seine eigene Version seiner Biografie weicht in vielen entscheidenden Punkten von der im Buch ab, Demonpion wirft ihm vor, er „konstruiert sein Leben wie seine Romane“.

## Werk
Michel Houellebecq begann in den 1980er-Jahren mit Gedichten, die 1991 und 1992 gesammelt in den Bänden Rester vivant und La Poursuite du bonheur erschienen (Suche nach Glück, 2000). In seinem frühen Essay H. P. Lovecraft, Contre le monde, contre la vie von 1991 (Gegen die Welt, gegen das Leben, 2002), setzte er sich mit dem Leben und Werk H. P. Lovecrafts, des amerikanischen Kultautors der fantastischen Literatur, auseinander.
Mit seinen Romanen Extension du domaine de la lutte von 1994 (Ausweitung der Kampfzone, 1999) und vor allem Les Particules élémentaires von 1998 (Elementarteilchen, 2001), die beide verfilmt wurden, erreichte er nationale und internationale Bekanntheit. Der dritte Roman, Plateforme von 2001 (Plattform), und der vierte, La possibilité d'une île von 2005 (Die Möglichkeit einer Insel), waren gleich bei ihrem Erscheinen Erfolge. Sie wurden mit den Literaturpreisen Prix Novembre bzw. Prix interallié ausgezeichnet und noch im Erscheinungsjahr in mehrere Sprachen, auch ins Deutsche, übersetzt.
In seinen meist in der Ich-Form erzählten Romanen zeichnet Houellebecq, ähnlich wie sein Freund Frédéric Beigbeder, das provokante Bild einer narzisstischen westlichen Konsumgesellschaft. Seine Protagonisten leiden unter ihrer Egozentrik, ihrem Unerfülltsein und ihren Schwierigkeiten, in einer kontakt- und gefühlsgehemmten Gesellschaft menschliche Nähe und gegenseitige Hingabe zu erleben. Insbesondere die sexuelle Frustration erscheint als ein Leitmotiv. Eine von Houellebecqs Spezialitäten, die besonders in Plattform zum Tragen kommt, besteht darin, regelmäßig halb- bis anderthalbseitige Sexszenen in die Handlung einzufügen. Hierbei werden die Vorgänge (die sich i. d. R. im Rahmen des „Normalen“ halten) teils sachlich, teils einfühlsam dargestellt. Ein anderes Merkmal sind die ebenfalls oft en passant eingefügten essayistischen, zeitkritischen oder populärwissenschaftlichen Betrachtungen. Insgesamt ist Houellebecqs Sprache schnörkellos und präzise; sein Erzählstil wirkt nüchtern und beiläufig.
Houellebecqs Lyrikbände Suche nach Glück, Der Sinn des Kampfes und Wiedergeburt, die zwischen 1996 und 1999 übersetzt wurden, sind im deutschen Sprachraum weitgehend unbekannt geblieben, ebenso seine Essays (einige 2001 wiederveröffentlicht in Die Welt als Supermarkt), die in der internationalen Presse (u. a. Die Zeit) und in namhaften Literaturzeitschriften (u. a. L’Atelier du roman, Paris) erschienen sind. 2014 kam Houellebecqs Gedichtband Gestalt des letzten Ufers in Deutschland heraus.
2015 erschien Soumission (Unterwerfung), eine politische Fiktion über das Frankreich im Jahr 2022, das von einem islamischen Präsidenten regiert wird. Volker Weidermann nennt Houellebecq anlässlich des Erscheinens von Unterwerfung den „radikalsten Schriftsteller unserer Zeit“. Der berufsmäßige „Skandalautor“ sei „eine ikonische Figur der westlichen Kultur“, die deren Irrsinn literarisch notiere: „Einsamkeit und das Leiden unter den Zumutungen der Freiheit ist das Thema seiner Bücher von Anfang an. Sein Stil ist schonungslos und mitleidvoll zugleich. Totale Freiheit ist großartig nur für die Helden der Geschichte, die Verlierer gehen an den Möglichkeiten der Welt, die sie nicht nutzen können, zugrunde.“ 2018 erschien ein ARD-Film nach seinem Roman Unterwerfung.
Anfang 2019 erschien sowohl in Frankreich als auch nahezu zeitgleich in Deutschland der Roman Sérotonine (Serotonin), in dem Houellebecq den Niedergang des 46-jährigen, Antidepressiva nehmenden Agraringenieurs Florent-Claude Labrouste schildert, der nach der Trennung von seiner japanischen Frau ins Hotel zieht und beschließt, seiner Arbeit nicht mehr nachzugehen und sein Leben zu beenden. Themen des Romans sind die Verachtung der Europäischen Union, das wirtschaftliche Elend in der französischen Provinz und der daraus resultierende Aufstand der Landbevölkerung, Sexualität, Einsamkeit und Entfremdung. Gerade weil schon sein Roman Plattform von 2001 den ein Jahr später stattfindenden Anschlag von Bali vorzeichnet und Unterwerfung 2015 am Tag des islamistischen Terroranschlags auf die Redaktion des Satiremagazins Charlie Hebdo veröffentlicht wurde, wird in den Kritiken von Serotonin immer wieder die prophetische Rolle Houellebecqs betont, dessen Beschreibung von Straßensperren bei einem Aufstand von Milchbauern mit den Gelbwestenprotesten verglichen wird.
Im Januar 2022 erschien mit Vernichten (im Original: Anéantir) Houellecbecqs bisher längster Roman. Das Buch schildert die Geschehnisse um den 50-jährigen Paul Raison, der ein enger Vertrauter des Wirtschaftsministers Bruno Juge ist. Die Figur des Wirtschaftsministers ist an Bruno Le Maire angelehnt, der ein Freund Houellebecqs ist. Neben Handlungselementen in Art eines Politthrillers werden insbesondere Raisons eigener Lebensweg sowie die Beziehungen zu seiner Frau und seiner Familie, die nach einem Schlaganfall des Vaters wieder zusammenfindet, geschildert. In der Danksagung des Buchs kündigt Houellebecq an, „aufzuhören“.
Houellebecqs Gesamtwerk zeigt nach Einschätzung von Anne-Catherine Simon „große Kontinuität: als eine lange Geschichte westlicher Dekadenz. (…) Dank der Verbindung von literarischer Begabung und einem fast unheimlich anmutenden Gespür für den ‚Zeitgeist‘ ist Michel Houellebecq (…) nicht nur einer der ‚skandalösesten‘, sondern auch einer der erstaunlichsten europäischen Schriftsteller“.

## Kontroversen und Standpunkte
Aufgrund zahlreicher Passagen in seinen Romanen wird Houellebecq regelmäßig von Kritikern als Rassist, Frauenhasser, Reaktionär oder Religionsfeind (meist des Islam) bezeichnet. Auch hat der als „nouveau réactionnaire“ bezeichnete Houellebecq selbst wenig getan, um negative Vorstellungen über sich zu relativieren, vielmehr hat er die genannten Aussagen in Interviews durch provokative Äußerungen zum Teil bestätigt und bekräftigt. Indes positioniert er sich als weder „links“ noch „rechts“ und bezeichnet sich in Bezug auf Religion als Agnostiker. Nach den Worten des Literaturkritikers Dirk Fuhrig im Deutschlandfunk Kultur gehört „es zu Michel Houellebecqs Image […], die Gewissheiten des linksliberalen Zeitgeists zu torpedieren“.
Wie für seinen literarischen Weggefährten Frédéric Beigbeder ist für ihn der Skandal zunächst Teil einer Strategie, um sich auf dem literarischen Markt zu behaupten. Indem er jedoch die Befindlichkeit innerhalb einer vom globalisierten Kapitalismus regierten Lebenswirklichkeit zugespitzt artikuliert, gelangt er zwar in die Position eines Mahners, der aber die tieferen Ursachen für das verbreitete Gefühl der Ohnmacht im Unbestimmten lässt. Es ist kein Zufall, dass die immerzu auf den literarischen Kanon verweisenden Texte dieses „nachexistentialistischen“ (vgl. Ausweitung der Kampfzone) Autors nicht nur an einen Provokateur wie Louis-Ferdinand Céline denken lassen, sondern auch an große Moralisten wie François de La Rochefoucauld und Nicolas Chamfort (vgl. Die Möglichkeit einer Insel).
In einem 2017 geführten Interview bezeichnet sich Houellebecq als den „Schriftsteller einer nihilistischen Ära und des Leidens, das mit dem Nihilismus einhergeht“.

### Äußerungen zu Figuren der europäischen Geschichte
Auch im historisch-politischen Bereich hat Houellebecq mit provokanten Äußerungen Anstoß erregt. So sagte er in einem Interview, Napoléon Bonaparte sei schlimmer gewesen als Adolf Hitler. Seine vorgeblichen Sympathien für Josef Stalin begründete er damit, dass dieser viele Anarchisten umgebracht habe. Den in der herrschenden Geschichtsschreibung des Zweiten Weltkrieges als oberster Kollaborateur verfemten Staatschef Philippe Pétain nahm er mit der Aussage in Schutz, dass er anders als Charles de Gaulle 1940 nicht geflüchtet sei, sondern sich den Problemen im Land gestellt habe.

### Äußerungen zum Islam
In einem Interview, das er nach dem Erscheinen von Plateforme 2001 dem französischen Literaturmagazin Lire gab, sagte Houellebecq unter anderem: „Die dümmste Religion ist doch der Islam.“ Mehrere französische Islamverbände (darunter die der Moscheen in Paris und Lyon), die französische Antirassismusvereinigung und die Französische Liga für Menschenrechte warfen ihm daraufhin Islamophobie und anti-islamischen Rassismus vor und verklagten ihn wegen „Anstiftung zum Rassenhass und zur religiösen Gewalt“. Die Klage wurde jedoch im Oktober 2002 unter Hinweis auf das Grundrecht, Religionen zu kritisieren, abgewiesen. Houellebecq revidierte seine Aussage, dass der Islam die dümmste aller Religionen sei, am 20. Januar 2015: „…dem sei nicht so, er habe mittlerweile den Koran gelesen.“ Auch setzt Houellebecq den Islam nicht gleich mit dem Terror im Namen des Islam und meinte dazu:

„Eine durchschnittliche Interpretation des Koran führt keineswegs zum Dschihadismus. Um den Koran so zu deuten, muss man schon sehr unredlich, sehr unanständig sein“

In seinem Roman Unterwerfung zieht er fiktive Schlussfolgerungen aus der „unmöglichen Situation“ von Muslimen in Frankreich, die in der bestehenden Parteienlandschaft nicht repräsentiert seien. Im Roman gewinnt eine fiktive muslimische Partei mit Unterstützung der Mitte-links-Fraktionen die Präsidentschaftswahl 2022 und beginnt, die Republik nach Maßgabe ihrer Vorstellungen vom Islam zu reformieren.
Houellebecq selber sieht seinen Roman nicht als islamfeindlich:

„…denn mein Buch ist nicht islamfeindlich. Das dürfte sogar bei unaufmerksamer Lektüre deutlich werden. Muslime sind da keineswegs verletzt. Muslime haben mir gesagt: ‚Das schockiert mich nicht, worin auch?‘ Vielleicht gibt es eine isolierte Einzelstimme, die bedauere ich.“

In einem Gespräch mit dem Philosophen Michel Onfray, das Ende Dezember 2022 in Onfrays Zeitschrift Le Front populaire abgedruckt erschien, beschrieb Houellebecq für den Fall eines vom Islam beherrschten Frankreich ein ihm zufolge wahrscheinliches Szenario antiislamischer Terroranschläge im Stil eines „umgekehrten Bataclan“ und behauptete, die „angestammten Franzosen, wie man sie nennt“, wünschten nicht, dass die Muslime im Land sich assimilieren, sondern vielmehr, „dass sie aufhören, sie zu bestehlen und anzugreifen. Oder, andere Lösung: dass sie fortgehen“. Daraufhin kündigte Chems-Eddine Hafiz, der Rektor der Großen Pariser Moschee, am 28. Dezember 2022 an, Strafanzeige gegen Houellebecq wegen Aufstachelung zum Hass zu erstatten.

### Sympathie für den Raelismus
Houellebecq hat Interesse am Raelismus bekundet. Er besuchte 2003 eine Raelianer-Konferenz in der Schweiz. Sein Roman Die Möglichkeit einer Insel wie auch die Erzählung Lanzarote sind zum Teil durch raelianische Lehren inspiriert, zeigen aber zugleich eine kritische Distanz. Die von den Raelianern 2002 verbreitete Nachricht, man habe das erste geklonte Baby geschaffen, wurde von ihm mit Interesse kommentiert. Die Möglichkeit des Klonens von Menschen spielt eine zentrale Rolle für die Struktur der Möglichkeit, indem dort die Haupthandlung um den Protagonisten Daniel Nr. 1 durch seine späteren Klone Daniel Nr. 24 und Daniel Nr. 25 eingeführt, kommentierend begleitet und mit einem Epilog abgeschlossen wird.

### Corona-Pandemie und Technikkritik
Houellebecq blickt pessimistisch auf die von der COVID-19-Pandemie hervorgerufenen Folgen: „Es wird die gleiche Welt sein, nur ein wenig schlimmer.“ In der Krise sieht er den Beweis dafür, dass nicht das Leben jedes Menschen denselben Wert hat. Für ihn ist die Pandemie ein großartiger Vorwand für den folgenschweren Trend der Reduktion von menschlichen Kontakten durch die Technik. So hätten bereits „seit einigen Jahren […] alle technologischen Entwicklungen, ob kleine (Video on Demand, kontaktloses Bezahlen) oder große (Telearbeit, Internet-Shopping, soziale Netzwerke) die Reduzierung materieller und insbesondere menschlicher Kontakte (als Hauptziel?) zur Folge.“

### Pornofilm
2023 erschien auf YouTube ein Trailer zu einem geplanten Dokumentarfilm über Michel Houellebecq. Regie führte Stefan Ruitenbeek. Der Film sollte eher einem Pornofilm ähneln und Houellebecq soll dabei Sex mit mehreren Frauen haben, unter anderem mit der Onlyfans-Nutzerin Jini van Rooijen. Seine Ehefrau war auch in das Projekt involviert und soll das Drehbuch verfasst haben. Der Film wurde an sechs Tagen in Paris und Amsterdam gedreht. Bei den Sexszenen sollen sowohl seine Ehefrau als auch er Masken getragen haben. Hinter dem Projekt stand das Künstlerkollektiv Kirac, dem Ruitenbeek angehört. Houellebecq distanzierte sich von dem Projekt, jedoch liegt ein gültiger Vertrag vor, den er unterschrieben hatte. Zunächst klagte Houellebecq vor einem französischen Gericht gegen den Trailer, der zwischenzeitlich offline genommen wurde. Jedoch verlor er diesen ersten Prozess. Anschließend klagte er vor einem niederländischen Gericht gegen die Veröffentlichung des Films, scheiterte jedoch auch dort in erster Instanz. Ende März legte er Berufung ein. Am 24. Mai 2023 veröffentlichte er das Buch Quelques mois dans ma vie: Octobre 2022 – Mars 2023 (deutsch: „Einige Monate in meinem Leben: Oktober 2022 – März 2023“), eine Art Rechtfertigungsschrift und Anklage an Kirac.

## Werke

### Romane
- Ausweitung der Kampfzone. Wagenbach, Berlin 1999, ISBN 3-8031-3140-5 (französisch: Extension du domaine de la lutte. Flammarion, Paris 1994. Übersetzt von Leopold Federmair).
- Elementarteilchen. DuMont, Köln 1999, ISBN 3-7701-4879-7 (französisch: Les particules élémentaires. Flammarion, Paris 1998. Übersetzt von Uli Wittmann).
- Plattform. DuMont, Köln 2002, ISBN 3-8321-5630-5 (französisch: Plateforme. Flammarion, Paris 2001. Übersetzt von Uli Wittmann).
- Die Möglichkeit einer Insel. DuMont, Köln 2005, ISBN 3-8321-7928-3 (französisch: La possibilité d'une île. Fayard, Paris 2005. Übersetzt von Uli Wittmann).
- Karte und Gebiet. DuMont, Köln 2011, ISBN 978-3-8321-9639-4 (französisch: La carte et le territoire. Flammarion, Paris 2010. Übersetzt von Uli Wittmann).
- Unterwerfung. DuMont, Köln 2015, ISBN 978-3-8321-9795-7 (französisch: Soumission. Flammarion, Paris 2015. Übersetzt von Norma Cassau und Bernd Wilczek). (Platz 1 der Spiegel-Bestsellerliste vom 24. Januar bis zum 27. Februar 2015)
- Serotonin. DuMont, Köln 2019, ISBN 978-3-8321-8388-2 (französisch: Sérotonine. Flammarion, Paris 2019. Übersetzt von Stephan Kleiner).
- Vernichten. DuMont, Köln 2022, ISBN 978-3-8321-8193-2 (französisch: Anéantir. Flammarion, Paris 2022. Übersetzt von Stephan Kleiner und Bernd Wilczek).

### Novellen
- Lanzarote. Rowohlt, Reinbek bei Hamburg 2004, ISBN 3-499-23644-3 (französisch: Lanzarote. Paris 2000. Übersetzt von Hinrich Schmidt-Henkel).

### Gedichte
- Suche nach Glück. Gedichte. DuMont, Köln 2000, ISBN 3-7701-5357-X (französisch: La poursuite du bonheur. Paris 1991. Übersetzt von Hinrich Schmidt-Henkel).
- Der Sinn des Kampfes. Gedichte. DuMont, Köln 2001, ISBN 3-7701-5358-8 (französisch: Le sens du combat. Flammarion, Paris 1996. Übersetzt von Hinrich Schmidt-Henkel).
- Wiedergeburt. Gedichte. DuMont, Köln 2001, ISBN 3-7701-5359-6 (französisch: Renaissance. 1999. Übersetzt von Hinrich Schmidt-Henkel, Originalverlag: Flammarion).
- Gestalt des letzten Ufers. Gedichte. DuMont, Köln 2014, ISBN 978-3-8321-9741-4 (französisch: Configuration du dernier rivage. Flammarion, Paris 2013. Übersetzt von Stephan Kleiner, Hinrich Schmidt-Henkel).

### Essays
- Gegen die Welt, gegen das Leben. H. P. Lovecraft. DuMont, Köln 2002, ISBN 3-8321-5531-7 (französisch: H. P. Lovecraft. Contre le monde, contre la vie. Rocher, Monaco 1991. Übersetzt von Ronald Voullié).
- Lebendig bleiben. Leitfaden. DuMont, Köln 2006, ISBN 3-8321-7970-4 (französisch: Rester vivant. 1997. Übersetzt von Hinrich Schmidt-Henkel und Hella Faust).
- Die Welt als Supermarkt. DuMont, Köln 1999, ISBN 3-7701-4972-6 (französisch: Interventions, recueil d’essais. 1998. Originalverlag: Flammarion).
- Ich habe einen Traum. DuMont Verlag, Köln 2010, ISBN 978-3-8321-9592-2 (französisch: Interventions 2. 2009. Übersetzt von Hella Faust).
- Europe Endless. In: Svenja Bromberg, Birthe Mühlhoff, Danilo Scholz (Hrsg.): Euro Trash. Merve, Berlin 2016, ISBN 978-3-88396-349-5, S. 135–145 (französisch: Europe Endless. Übersetzt von Danilo Scholz, Verfasst Berlin, 25. Februar 2002).
- In Schopenhauers Gegenwart. DuMont, Köln 2017, ISBN 978-3-8321-9882-4 (französisch: En présence de Schopenhauer. Éditions L’Herne, Paris 2017. Übersetzt von Stephan Kleiner).
- Ein bisschen schlechter. Neue Interventionen. DuMont Verlag, Köln 2020, ISBN 978-3-8321-8165-9 (französisch: Interventions 2020. Übersetzt von Stephan Kleiner).

### Autobiographisches
- Mourir. In: Olga Mannheimer (Hrsg.): Blau Weiß Rot. Frankreich erzählt. dtv, München 2017, ISBN 978-3-423-26152-4, S. 23–42 (französisch: Mourir. 2017. Übersetzt von Bernd Wilczek).
- Mourir II. In: Olga Mannheimer (Hrsg.): Blau Weiß Rot. Frankreich erzählt. dtv, München 2017, ISBN 978-3-423-26152-4, S. 49–51 (französisch: Mourir II. 2017. Übersetzt von Bernd Wilczek).
- Einige Monate in meinem Leben: Oktober 2022 – März 2023. DuMont, Köln 2023, ISBN 978-3-8321-6831-5 (französisch: Quelques mois dans ma vie Octobre 2022 – Mars 2023. Flammarion, Paris 2023. Übersetzt von Stephan Kleiner.)

### Briefwechsel
- Michel Houellebecq, Bernard-Henri Lévy: Volksfeinde: Ein Schlagabtausch. DuMont, Köln 2009, ISBN 978-3-8321-9518-2 (französisch: Ennemis publics. Flammarion/Grasset, Paris 2008. Übersetzt von Bernd Wilczek).

### Sammlungen
- Gesammelte Gedichte. DuMont Verlag, Köln 2016, ISBN 978-3-8321-6355-6.
- Interventionen 1992-2020. Essays. DuMont, Köln 2022, ISBN 978-3-8321-6634-2.

### Weitere
- Michel Houellebecq, David Engels, Gerd Morgenthaler, Max Otte: Michel Houellebecq, Oswald Spengler und der Untergang des Abendlandes. Reden anlässlich der Verleihung des Oswald Spengler-Preises an Michel Houellebecq. Brüssel, 19. Oktober 2018, Manuscriptum, Lüdinghausen und Berlin, 2019, ISBN 978-3-944872-91-9. (Houellebecqs Rede in französischer Sprache und deutscher Übersetzung).

## Filmographie (Auswahl)
- 2001: La rivière (Kurzfilm), Michel Houellebecq.
- 2006: Elementarteilchen. Regie und Drehbuch: Oskar Roehler, Hauptdarsteller: Moritz Bleibtreu, Martina Gedeck, Franka Potente und Christian Ulmen.
- 2008: La possibilité d’une île (dt.: Die Möglichkeit einer Insel), Regie und Drehbuch: Michel Houellebecq, männlicher Hauptdarsteller: Benoît Magimel.
- 2017: Unterwerfung. Drehbuch: Titus Selge und Karin Beier, Regie: Titus Selge, Hauptdarsteller: Edgar Selge.
- 2022: Die Rumba-Therapie. Regie und Drehbuch: Franck Dubosc, Hauptdarsteller: Franck Dubosc, Louna Espinosa.

## Ausstellung
- 2016 Michel Houellebecq: Rester vivant, Palais de Tokyo, Paris[47]

## Auszeichnungen
- 1992: Prix Tristan Tzara für La Poursuite du bonheur, La Différence
- 1996: Prix de Flore für Der Sinn des Kampfes
- 1998: Prix Novembre für Elementarteilchen
- 2002: International IMPAC Dublin Literary Award für Elementarteilchen
- 2005: Prix Interallié für Die Möglichkeit einer Insel
- 2010: Prix Goncourt für Karte und Gebiet
- 2016: Benennung eines Asteroiden nach ihm: (361450) Houellebecq
- 2016: Frank-Schirrmacher-Preis[48]
- 2017: Österreichisches Ehrenzeichen für Wissenschaft und Kunst[49]
- 2018: Oswald-Spengler-Preis,[50][51] Dankesrede und Laudationes publiziert 2019 von der Oswald Spengler Gesellschaft
- 2019: Ritterkreuz der Ehrenlegion[52]
- 2019: Österreichischer Staatspreis für Europäische Literatur[53]

### Monographien
- Fernando Arrabal: ¡Houellebecq! Le Cherche-Midi 2005, ISBN 84-933033-0-5 (französisch).
- Olivier Bardolle: La Littérature à vif: Le cas Houellebecq. L’Esprit des péninsules 2004, ISBN 2-84636-055-3 (französisch).
- Aurélien Bellanger: Houellebecq, écrivain romantique. Léo Scheer, Clamecy 2010, ISBN 978-2-7561-0256-6 (französisch).
- Murielle Lucie Clément: Houellebecq, sperme et sang. L’Harmattan, Paris 2003, ISBN 2-7475-3999-7 (französisch).
- Gunnar Decker: Houellebecq : das Ungeheuer, Berlin : Matthes & Seitz Berlin, 2022, ISBN 978-3-7518-0365-6
- Denis Demonpion: Houellebecq, non autorisé: Enquête sur un phénomène. Maren Sell, Paris 2005, ISBN 2-35004-022-4 (französisch).; dt. Ausgabe: Michel Houellebecq: Die unautorisierte Biographie. Schwarzkopf & Schwarzkopf, Berlin 2006, ISBN 3-89602-688-7.
- Jule Govrin: Sex, Gott und Kapital: Houellebecqs Unterwerfung zwischen neoreaktionärer Rhetorik und postsäkularen Politiken. Edition Assemblage, Münster 2016, ISBN 978-3-96042-008-8.
- Julia Encke: Wer ist Michel Houellebecq? Porträt eines Provokateurs, Rowohlt Berlin, Berlin 2018
- Thomas Hübener: Maladien für Millionen. Eine Studie zu Michel Houellebecqs „Ausweitung der Kampfzone“. Wehrhahn, Hannover 2007, ISBN 978-3-86525-064-3.
- Bernard Maris: Houellebecq économiste. Flammarion, Paris 2014, ISBN 978-2-08-129607-7.
  - deutsch von Bernd Wilczek: Michel Houellebecq, Ökonom. Eine Poetik am Ende des Kapitalismus. DuMont Buchverlag, Köln 2015, ISBN 978-3-8321-9804-6.
- Éric Naulleau: Au secours, Houellebecq revient! Chiflet, Paris 2005, ISBN 2-7556-0039-X (französisch).
- Dominique Noguez: Houellebecq, en fait. Fayard 2003, ISBN 2-213-61561-6 (französisch).
- Jean-François Patricola: Michel Houellebecq ou la provocation permanente. Écriture, Paris 2005, ISBN 2-909240-66-5 (französisch).
- Rita Schober: Auf dem Prüfstand: Zola – Houellebecq – Klemperer. Frey, Berlin 2003, ISBN 3-925867-72-4.
- Jörn Steigerwald, Agnieszka Komorowska: Michel Houellebecq: Questions du réalisme d’aujourd’hui. Lendemains 142/143 (2011)
- Thomas Steinfeld (Hrsg.): Das Phänomen Houellebecq. DuMont, Köln 2001, ISBN 3-7701-5623-4.
- Sabine van Wesemael (Hrsg.): Michel Houellebecq. Rodopi, Amsterdam 2004, ISBN 90-420-1743-0 (französisch).
- Sabine van Wesemael: Houellebecq: le plaisir du texte. L’Harmattan, Paris 2005, ISBN 2-7475-8079-2 (französisch).

### Aufsätze und Rezensionen
- Jack I. Abecassis: The Eclipse of Desire: L’Affaire Houellebecq. In: MLN 115(4), 2000, S. 801–826 (englisch).
- Thomas Assheuer: Sex und Kapitalismus. Michel Houellebecq träumt in der obszönen Gesellschaft vom tragischen Leben, Rezension von Ausweitung der Kampfzone. In: Die Zeit. 16, 1999.
- Thomas Borgstedt: Pop-Männer. Provokation und Pose bei Christian Kracht und Michel Houellebecq. In: Männlichkeit als Maskerade. Kulturelle Inszenierungen vom Mittelalter bis zur Gegenwart. Hrsg. von Claudia Benthien und Inge Stephan. Böhlau, Köln 2003, S. 221–247.
- Jean-François Chassay: Apocalypse scientiste et fin de l’humanité: Les particules élémentaires de Michel Houellebecq (MS Word; 62 kB). In: Pascal Brissette et al. (Hrsg.): Écritures hors-foyer: comment penser la littérature actuelle? Montréal 2002 (171–188) (englisch).
- Manuel Chemineau: «Michel Houellebecq. Vive le trash!» in Wiener Zeitung/Extra, 2. April 1999.
- Laurence Dahan-Gaida: La fin de l’histoire (naturelle): «Les particules élémentaires» de Michel Houellebecq (PDF; 592 kB). In: Tangence. 73, automne 2003, S. 93–114. (französisch).
- Betül Dilmac: Die Vermischung von literarischem und naturwissenschaftlichem Diskurs bei Michel Houellebecq. In: Thomas Klinkert, Monika Neuhofer (Hrsg.): Theorie – Epistemologie – komparatistische Fallstudien. Walter de Gruyter, Berlin/New York 2008, S. 301–320.
- Kim Doré: Doléances d’un surhomme ou La question de l’évolution dans Les particules élémentaires de Michel Houellebecq (PDF; 578 kB). In: Tangence. 70, automne 2002, S. 67–83. (französisch).
- Simon Dudek: Michel Houellebecq – Der Skandal als Verstoß gegen die Political Correctness. In: Andrea Bartl, Martin Kraus: Skandalautoren. Königshausen & Neumann, S. 321–336.
- Sabine Heimgärtner: Der Schriftsteller Michel Houellebecq provoziert die Moslems und düpiert die Medien. In: Der Tagesspiegel, 12. September 2001.
- X. U. A. N. Jing: Ergebung/Erneuerung: Zur Anerkennungsdialektik in Michel Houellebecqs Soumission. In: PhiN. 73, 2015, S. 119–131.
- Kian-Harald Karimi: «Nous n'étions que des machines conscientes» – Von der Unausweichlichkeit des Utopischen in Romanen Michel Houellebecqs. In: Kurt Hahn, Matthias Hausmann (Hrsg.): Visionen des Urbanen: (Anti-)Utopische Stadtentwürfe in der französischen Wort- und Bildkunst. Winter, Heidelberg 2012, S. 205–229.
- Kian-Harald Karimi: «L’histoire, le chaos humain et le chaos métaphysique» – Eine Geschichte jenseits der Geschichte in Texten von Maurice Dantec, Michel Houellebecq und Frédéric Beigbeder. In: Romanistische Zeitschrift für Literaturgeschichte / Cahiers d’Histoire des Littératures Romanes. Heft 3/4, 2009, S. 415–434.
- Kian-Harald Karimi: Von der äußeren in die innere Mongolei – Medialität und Domestizierung des Körperlichen bei Mario Sá Carneiro, Bioy Casares und Michel Houellebecq. In: C. Bauer-Funke, G. Febel (Hrsg.): Der automatisierte Körper. Literarische Visionen des künstlichen Menschen vom Mittelalter bis zum 21. Jahrhundert. Weidler, Berlin 2005, S. 259–283.
- Stephan Leopold: »Le spectre de la régénération et les ambiguïtés de lʼutopie – Michel Houellebecq, lecteur du dernier Zola«. In: Aurélie Barjonet u. Jean-Sébastien Macke (Hrsg.), Lire Zola au XXIe siècle. Colloque de Cerisy 2016, Paris: Garnier 2018, S. 167–183.
- Stephan Leopold: «Michel Houellebecq et la question de l’autre: Plateforme» – eine Eroberungsreise in Zeiten des Neokolonialismus. In: PhiN. 31 (2005), S. 14–28.
- Roman Luckscheiter: Sich gehen lassen zwischen zwei Büchern. Er hat es schon wieder getan: Michel Houellebecq nennt den Islam die „beknackteste Religion überhaupt“. In: Frankfurter Rundschau. 5. September 2001.
- Patrick Mayoux: À propos de «Jacques Prévert est un con» (französisch).
- Christian Monnin: Extinction du domaine de la lutte – L’œuvre romanesque de Michel Houellebecq. (französisch; PDF; 95 kB)
- Christian Monnin: Le roman comme accélérateur de particules: Autour de Houellebecq. (französisch; MS Word; 41 kB)
- Annika Nickenig: „Le triomphe de la végétation est total“. Michel Houellebecqs La carte et le territoire oder Der Untergang der Menschheit als Idylle. In: Jan Gerstner/Christian Riedel (Hrsg.): Idyllen in Literatur und Medien der Gegenwart. Aisthesis, Bielefeld 2018, ISBN 978-3-8498-1279-9.
- Lothar Peter: „Unterwerfung“ von Michel Houellebecq – ein gesellschaftskritischer Roman?. In: Z. Zeitschrift für marxistische Erneuerung. 26 (2015). S. 42–51
- Martin Robitaille: Houellebecq, ou l’extension d’un monde étrange (PDF; 186 kB). In: Tangence. 76/2004, S. 87–103 (französisch).
- Jörn Steigerwald: (Post-)Moralistisches Erzählen. Michel Houellebecqs „Particules élémentaires“. In: Lendemains. 138/139, 2010, S. 191–208.
- Jonas Vesterberg: The Sexual Political Economy of Postmodernity: An Introduction to Critical Theory in the Works of Michel Houellebecq (PDF; 225 kB). Chapel Hill (NC) 2003 (englisch).
- Edo Reents: Die Verachtung. Houellebecqs neuer Roman. FAZ.NET, 11. Januar 2022

### Interviews mit Michel Houellebecq
- „Gute Aussichten“ im Genlabor. Über Swingerclubs und die Freuden der künstlichen Fortpflanzung. Ein Gespräch mit D. Fuhrig. In: Frankfurter Rundschau. 20. Oktober 1999. Auch veröffentlicht in literaturkritik.de
- Man muss den Tod abschaffen. Ein Gespräch mit S. Steines. In: Die Zeit. 21. September 2000.
- Jean-Daniel Beauvallet: Extension du domaine de la flûte. (Memento vom 24. Juni 2002 im Internet Archive) In: Les Inrockuptibles. 10. April 2000 (französisch).
- „Die Quantenmechanik, das Komplementaritätsprinzip; der Todestrieb, die Liebe und die Poesie“. Sigrid Weigel und Michel Houllebecq im Gespräch. In: Sprache im technischen Zeitalter. Ausgabe 157/2001.
- „Liebe ist kein Kitsch“. In seinem neuen Roman Plattform findet Michel Houellebecq die Liebe. Der Skandalautor über geklonte Menschen, Fundamentalismus und gefährliche Gefühle. Ein Gespräch mit Axel Brüggemann. In: Die Welt. 10. Februar 2002.
- Juremir Machado da Silva: Michel Houellebecq: Le roman comme art de la provocation. In: L’acte d’écrire. 81/2003(3) (französisch).
- „Es war vorauszusehen, dass mein Film verrissen wird.“ Michel Houellebecq über seinen Film Die Möglichkeiten einer Insel, den Reiz der Leinwand, menschliche Photosynthese und die Verfilmung von Elementarteilchen. Interview von Ralf Krämer in Planet Interview, 24. Juni 2009.
- Susannah Hunnewell: Michel Houellebecq, The Art of Fiction No. 206. In: The Paris Review. 194, Herbst 2010.
- Interview von André Müller (2002) In: „Sie sind ja wirklich eine verdammte Krähe!“ Letzte Gespräche und Begegnungen. LangenMüller, München 2011, S. 319–338.
- Interview von Iris Radisch: Der Tod ist nicht auszuhalten. In: Die Zeit. 04/2015, 23. Januar 2015.

### Artikel von Houellebecq online
- Donald Trump Is a Good President. One foreigner’s perspective. In: Harper’s Magazine. Januar 2019 (englisch, übersetzt von John Cullen)

## Hörbuch
- 2019: Serotonin. Sprecher Christian Berkel. Verlag: Der Audio Verlag.
- 2022: Vernichten. Sprecher Christian Berkel. Verlag: Der Audio Verlag.

## Film
- 2014: Die Entführung des Michel Houellebecq. Regie: Guillaume Nicloux (gesendet am 27. August 2014 bei arte)
- 2016: To Stay Alive. A Method. Regie: Erik Lieshout
- 2019: Thalasso. Regie: Guillaume Nicloux